# Listen (A Flock of Seagulls)
Listen è il secondo album in studio del gruppo new wave britannico A Flock of Seagulls, pubblicato nel 1983.

## Tracce
1. Wishing (If I Had a Photograph of You) – 5:31
2. Nightmares – 4:37
3. Transfer Affection – 5:21
4. What Am I Supposed to Do – 4:13
5. Electrics – 3:33
6. The Traveller – 3:26
7. 2:30 – 0:59
8. Over the Border – 5:04
9. The Fall – 4:30
10. (It's Not Me) Talking – 5:00

## Formazione
- Mike Score – voce, tastiere, chitarra
- Paul Reynolds – chitarre, cori
- Frank Maudsley – basso, cori
- Ali Score – batteria, percussioni